# Justa e Rufina
Justa e Rufina (em castelhano:  Santa Justa y Santa Rufina) são duas mártires cristãs veneradas como santas, principalmente em Sevilha (antiga Híspalis), onde teriam sido assassinadas no século III. Apenas Santa Justa é mencionada no Martyrologium Hieronymianum (93), mas nos demais martirológios históricos Rufina é mencionada com ela, provavelmente com base nos "Atos" lendários das duas. Ambas foram muito homenageadas na liturgia hispânica medieval (conhecida como "liturgia moçárabe", um rito praticado também na Espanha visigótica).
A Catedral de Saragoça (La Seo) tem uma capela dedicada às Santas Justa e Rufina. Agost, na província de Valência, é onde fica o eremitério dedicada a elas (Ermita de Santa Justa y Rufina), construído em 1821. Em Toledo há também uma igreja dedicada a elas. Em Lisboa, a Igreja de São Domingos, junto ao Rossio, é a sede da Paróquia dedicada às Santas Justa e Rufina.

## Lenda

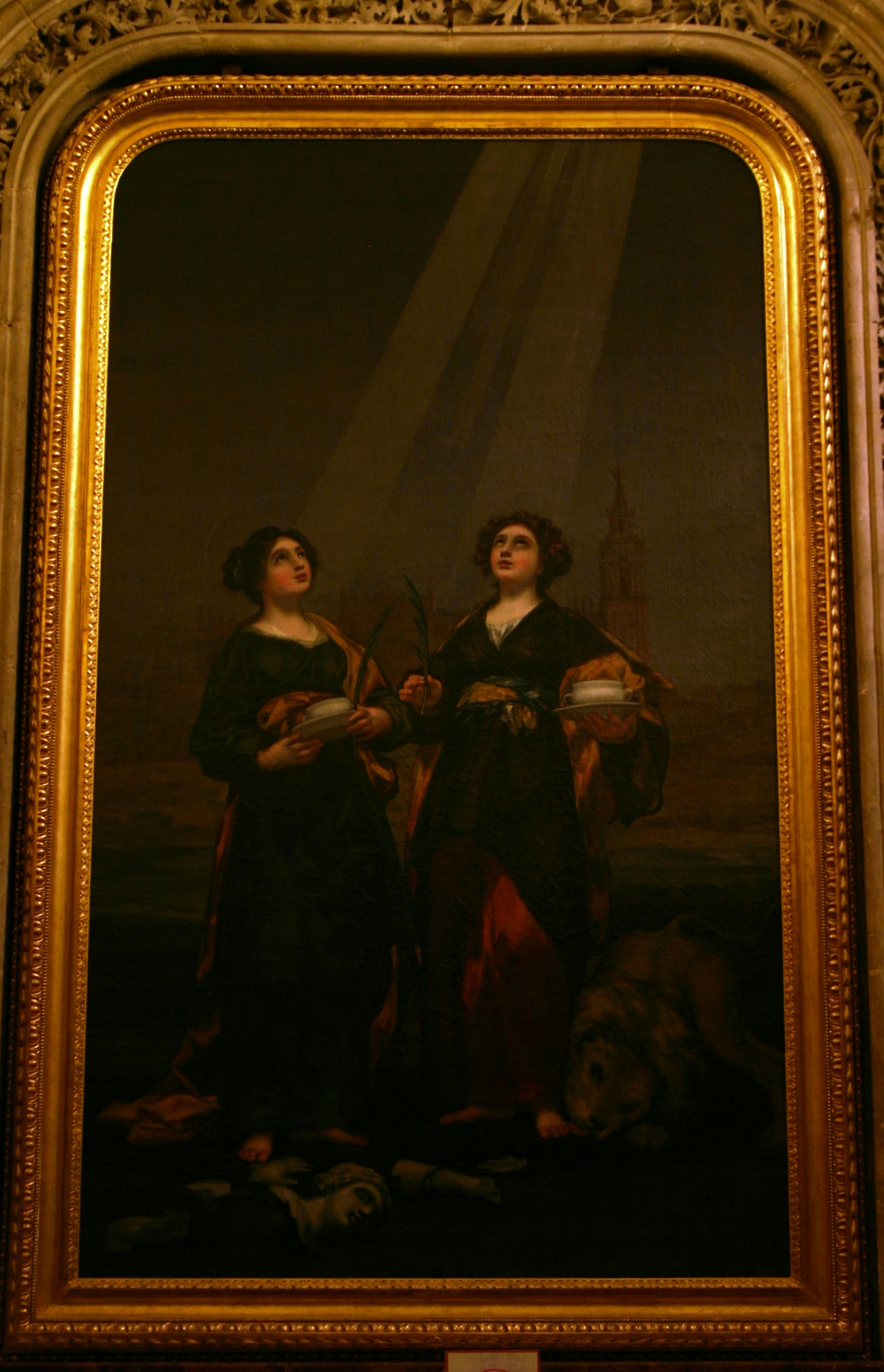
Santas Justa e Rufina, na Catedral de Sevilha

A lenda das duas conta que Justa e Rufina eram irmãs sevilhanas que criavam louças finas de cerâmicas para viver e para ajudar os pobres da cidade. Tradicionalmente, acredita-se que viviam na vizinhança de Triana. Justa nasceu em 268 e Rufina, em 270, de pais pobres e muito piedosos. Durante um festival pagão, as duas se recusaram a vender suas louças para uso nas celebrações e tiveram toda sua mercadoria despedaçada. Como retribuição, as irmãs quebraram uma imagem de Vênus.
O prefeito da cidade, Diogeniano, ordenou que as duas fossem presas e, sem conseguir convencer as duas a renunciar sua fé, mandou torturá-las no cavalete e com ganchos de ferro. Ainda sem sucesso, as duas foram atiradas na prisão, onde passaram fome e sede.
Em seguida, elas foram obrigadas a andar descalças até a Sierra Morena; quando nem isso conseguiu dobrá-las, Justa e Rufina foram novamente presas sem água e nem comida. Justa morreu primeiro e seu corpo foi atirado num poço — de onde foi depois recuperado pelo bispo de Sevilha Sabino. Diogeniano acreditava que a morte de Justa iria finalmente convencer Rufina, mas ela continuou firme e acabou atirada aos leões. No anfiteatro, a fera se recusou a atacá-la e passou a agir como um gato doméstico. Furioso, Diogeniano mandou estrangular ou decapitar Rufina e mandou queimar seu corpo. Sabino depois recuperou seus restos e a enterrou junto da irmã em 287.

## Devoção
A devoção às santas é especialmente forte em Sevilha, cidade da qual são padroeiras. De acordo com a tradição, elas são protetoras da Giralda e da Catedral de Sevilha, edifícios que elas teriam protegido durante o grande terremoto de 1755.
A festa das Santas Justa e Rufina é 19 de julho. Na Idade Média, a festa era celebrada em 17 de julho na Península Ibérica, como atestam os calendários da época, como o Antifonário de Leão.

## Na arte
Justa e Rufina são muito populares também entre os artistas espanhóis. Um retábulo de 1540 é a mais antiga obra de arte sobre elas. Elas também foram pintadas por Francisco Camilo, Goya, Murillo e Zurbarán. Velázquez pintou Santa Rufina.